# Renfe série 440.5
Les deux prototypes de la sous-série 440-500 sont des automotrices électriques de la Renfe.
Elles dérivent directement de l'importante série d'automotrices 440. Elles n'en diffèrent que par leur partie électrique qui fait appel à des solutions reposant sur l'électronique.

## Conception
Les 440-500 font appel à un système de pilotage des moteurs à thyristors (hacheur), fourni par la firme Mitsubishi. C'est une première en Espagne sur du matériel de série. La seule différence extérieure par rapport aux autres 440 se situe sur la toiture, où la disparition de la moitié des résistances diminue de moitié la longueur du lanterneau. De même, les 440-500 utilisent le frein électrique par récupération au lieu du frein rhéostatique.

## Service
La 440-501 est affectée à Madrid-Fuencarral, la 440-502 à Séville-Santa Justa pour service sur Malaga-Fuengirola. Dans les années 1980, la 440-501 est affectée au service des navettes de Madrid-Principe Pio à Pinar de las Rozas, de concert avec les 440 bi-caisses.
S'agissant d'une petite série prototype, leur carrière se déroule de façon très discrète, mais non dénuée d'incidents. La 440-501 a la fâcheuse habitude de faire disjoncter les sous-stations lorsqu'elle utilise le frein à récupération, tandis que la 440-502 connait d'importants problèmes de fonctionnement de ses thyristors. Le frein électrique est supprimé sur la 440-501, mais le remède est pire que le mal, et la consommation de plaquettes Ferrodo devient impressionnante, provoquant d'importantes avaries sur les disques et la timonerie en général. Ce prototype devient vite un cauchemar pour les ouvriers des ateliers de Fuencarral, qui ne parviendront jamais à régler ses problèmes de freins.
En 1988, la 440-501 est mutée à Séville-San Jeronimo. Elle est partiellement reconstruite à partir d'éléments de la 502, qui est garée, et qu'elle remplace sur Malaga-Fuengirola. En juillet 1989, les activités de San Jeronimo sont transférées au nouveau centre de traitement technique de Séville-San Pablo, et la 440-502 est la première unité à y être envoyée… pour être aussitôt garée ! En 1991, la 440-501 doit passer en révision.
L'exposition universelle de Séville, prévue pour 1992, nécessitant une augmentation du parc, les ateliers reçoivent l'ordre de remettre en état la 440-502. Lorsque la 440-501 est de retour à Séville, elle porte la nouvelle livrée Cercanias. Un contrat est signé avec la firme ABB pour apporter quelques améliorations aux parties électriques et augmenter la fiabilité et monter un détecteur de signaux fonctionnant sous la fréquence de 50Hz/2A. À la fin de l'exposition universelle, les deux prototypes retrouvent la ligne Malaga-Fuengirola, mais pour peu de temps. Les premières 440R modernisées et munies de l'air conditionné arrivent à Séville en juillet 1993. Peu après, les 440-501 et 502 sont mutées au dépôt d'Oviede qui rassemble déjà d'autres séries munies de l'équipement électronique de puissance (en particulier les 251 et 269.6) et où elles arrivent le 9 août par leurs propres moyens.
Elles sont aussitôt engagées sur les lignes de banlieue des Asturies, en particulier sur la ligne Oviedo-Trubia où elles permettent d'éliminer les dernières 436. La 440-501, rapidement hors service est garée le 17 avril 1994 et officiellement réformée le 12 mai. Elle est acheminée au dépôt d'Olaveaga, où ses deux remorques sont utilisées pour réaliser une nouvelle composition avec la motrice 440-079-7. La motrice 440-501, après avoir servi un moment comme banque d'organes, est mise à la ferraille.
La 440-502 continue seule le service, mais en raison de son manque de fiabilité elle est à son tour réformée le 3 octobre 1996. Comme pour la 501, la motrice est garée à Valladolid. Les ateliers centraux récupèrent les deux remorques 502 et créent une nouvelle composition avec la 440-037-7, le tout subissant les opérations de reconstruction affectant la série 440. Elle ne roulera jamais plus sur le réseau national, car elle est vendue à la Companhia Paulista de Trens Metropolitanos qui la réimmatricule 2117.